# Visan
Visan é uma comuna francesa na região administrativa da Provença-Alpes-Costa Azul, no departamento de Vaucluse. Estende-se por uma área de 41,07 km². Em 2010 a comuna tinha 2 020 habitantes (densidade: 49,2 hab./km²).